# Happy End im September
Happy End im September (englischer Originaltitel Come September) ist eine Liebeskomödie von Robert Mulligan, erschienen am 9. August 1961, in der Bundesrepublik Deutschland am 15. Dezember 1961. Vor dem Hintergrund eines Italienurlaubs zwischen Mailand, der Riviera und Rom behandelt der Film mit allerlei Situationskomik die verschiedenen Ansichten zur Liebe vor der Ehe im Wechsel der Generationen. Die ältere Generation wird durch das Filmpaar Walter Slezak – Brenda de Banzie vertreten, die mittlere durch Rock Hudson – Gina Lollobrigida und die jüngere durch das (echte) Paar Bobby Darin – Sandra Dee.

## Handlung
Titelsequenz: Beginn auf dem Mailänder Flughafen: Eine Transportmaschine bringt den Rolls-Royce des amerikanischen Industriellen Robert L. Talbot. Der Chauffeur wartet schon und fährt ihn durch die Stadt zu einem Geschäftshochhaus, wo Mr. Talbot augenblicklich konferiert.
Hauptfilm: Während der Konferenz ist Talbot nicht ganz bei der Sache und lässt seine italienische Freundin Lisa Fellini in Rom anrufen. Lisa probiert gerade ein Brautkleid an und ist ganz überrascht: Es ist Juli, Talbot lässt sich sonst nur einmal jährlich im September blicken und Lisa steht im Begriff, sich mit einem Engländer zu verheiraten, dem ehrenwerten Spencer. Aber als sie ihren „Roberto“ am Telephon hört, wird sie wieder schwach. Beide verabreden sich in Talbots Villa in Portofino und Lisa sagt ihrem Verlobten ab.
Auf der Fahrt durch Norditalien wird Talbot von vier amerikanischen Jungs behindert, die in einem knallgelb lackierten Jeep auf Tour sind. Sie sind ebenfalls zur Riviera unterwegs, daher treffen sich beide Parteien immer wieder und reizen sich gegenseitig.
In Portofino wird Talbot von einem Gastwirt erkannt, der schleunigst in der Villa anruft und den Verwalter Maurice warnt, dass er in 2 Minuten seinen Chef zu erwarten habe. Dieser führt nämlich ohne Talbots Wissen die Villa für 11 Monate des Jahres als Hotel. Maurice und das Personal entfernen nun in aller Eile die äußeren Anzeichen eines Hotels: Namensschilder an den Toren, Werbeprospekte, Zimmernummern und anderes. Was aber nicht entfernt werden kann, sind die Hausgäste.
Kaum ist Talbot im Haus, kommt eine Schar Mädchen vom Baden zurück, samt ihrer Hüterin Margaret. Maurice kann sich zunächst noch gegenüber Talbot und auch gegenüber Margaret herausreden, aber der Schwindel fliegt bald auf. Erst findet Talbot ein Streichholzbriefchen mit der Aufschrift „Hotel La Dolce Vista – Closed September“, dann erfährt er von einem der ahnungslosen Mädchen, dass seine Villa ein Hotel ist.
Talbot will Maurice augenblicklich feuern, der aber versichert, dass die Gewinne nur der Erhaltung des Hauses zugutegekommen seien, und bittet um Aufschub, um sich vor Margaret nicht zu blamieren. Zusammen holen sie Lisa vom Bahnhof ab, Maurice’ letzte Amtshandlung, wie Talbot glaubt.
Im Hotel ergibt sich ein zweites Versteckspiel, weil Lisa meint, ihre Beziehung zu Robert vor der Anstandsdame Margaret verbergen zu müssen, bis die Gruppe abgereist ist. Weil Margaret ins Krankenhaus muss, reist sie aber nicht ab, und zu allem Überfluss kommen nun auch die vier Jungs mit ihrem gelben Jeep an. Die lässt Talbot zwar nicht ins Haus, aber wegen der Mädchen zelten die Jungs gleich außerhalb des Grundstücks. Unter den Mädchen interessiert sich Sandy besonders für Tony, den Fahrer des Jeeps. Unbehindert vor ihrer Anstandsdame suchen die Mädchen gleich Kontakt zu den Jungs, durchaus unterstützt von Lisa, nicht aber von Robert, der nun selbst in die Rolle der Anstandsdame schlüpft. Bei den gemeinsamen Unternehmungen geht er als Aufpasser mit. Als Tony in einer Kellerbar das beziehungsreiche Lied „Multiplication“ zum Besten gibt, fühlt er sich provoziert und gibt den Mädchen Ratschläge: zum Beispiel, dass die Liebe eine Ware sei, die man nicht leicht los werde, wenn man (vor der Heirat) zu viele Warenproben verschenke.
Als Lisa das erfährt, sieht sie sich plötzlich selbst in dieser Lage. Mit der zurückgekehrten Margaret und ihren Mädchen fährt sie wütend nach Rom zurück. Auch Sandy hält das für das beste Rezept, um in Tony ein seriöses Interesse zu wecken. Talbot wie auch Tony ändern nun ihre Haltung; vor allem verzeiht Talbot Maurice. Zusammen wollen sie die Mädchen einholen, wobei sie einen Lastwagen benutzen, von dem Talbot glaubt, er hätte ihn dem Besitzer abgekauft. Aber die Polizei verhaftet ihn, vor allem weil Maurice nun einen Plan hat und Talbots Angaben absichtlich falsch ins Italienische übersetzt. Er schwindelt den Polizisten vor, Talbot werde in Rom gesucht, und erzählt später noch, Lisa Fellini sei seine Komplizin. Auf diese Art – hinten im Polizeiauto – kommt Talbot doch noch nach Rom. Als die Polizisten unterwegs noch Lisa verhaften, sind Robert und Lisa wieder zusammen, allerdings nicht so, wie sich Maurice das gedacht hat: Lisa hat mal wieder ihr Brautkleid an – für ihren Engländer. Als sich die polizeilichen Irrtümer in Rom aufklären, gehen Robert und Lisa deshalb getrennte Wege.
Maurice versucht, seinen Plan zu kitten, indem er Lisa am Telephon warnt, dass Talbot gerade in einen Zug steigen wolle, um Italien zu verlassen. Zuerst lässt sie das kalt, aber dann kommt Sandy vorbei und klagt, dass Tony ihr doch nicht nachgefahren sei. Während sie Sandy tröstet und ihr Rat gibt, fällt ihr plötzlich auf, dass ihr eigenes Verhalten doch nur dazu diente, Robert zu einem ernsthaften Schritt zu veranlassen, sie beide aber ganz kurz vor der endgültigen Trennung stehen. Gerade passend kommen die Jungs mit dem Jeep an; den schnappt sie sich, rast zum Bahnhof und holt ihren Roberto zurück.
Endsequenz: Robert und Lisa kommen wieder in der Villa an. Sie erwischen den unverbesserlichen Maurice, der schon wieder Hotelgäste empfangen hat; diesmal einige streng blickende Nonnen. Aber vor denen verstecken sie ihre Beziehung nicht, denn sie sind jetzt verheiratet.

## Dramaturgische und filmische Mittel
In der 1. Szene der Titelsequenz wird eine Gangway mit der Aufschrift „Milano“ durchs Bild geschoben – von rechts nach links, so dass genug Zeit ist, den Namen, von links nach rechts lesend, zu erfassen: Eine Art Ortsschild und phantasievolle Alternative zu einem eingeblendeten Text.
Der Rest der Titelsequenz ist quasi als Stadtführung gestaltet und vermittelt zusammen mit der Musik Gefühle von Sommer, Italienreise und Heiterkeit. Die Kamera ist immer ortsfest und Schwenks werden nur zu Anfang und Ende verwendet. So haben die Zuschauer während der „Stadtführung“ die Möglichkeit, neben den eingeblendeten Namen auch die historischen Gebäude im Hintergrund zu erfassen.
Im Hauptfilm wird der Ortswechsel nach Portofino einfach durch die charakteristische Ansicht des Orts angezeigt, die Ankunft in Rom durch eine Szene mit Kolosseum und Konstantinsbogen.
Ein sowohl von Hudson als auch von der Lollobrigida auffallend oft angewandtes, schauspielerisches Mittel ist das erstaunt-dumme Gesicht in verwirrenden Situationen. Bei Hudson kann man geradezu von seinem Markenzeichen sprechen. Auch Ronald Howard als steifer Engländer mit sparsamer Mimik und Slezaks charmante Unverfrorenheit tragen zur Komik bei.
Während der Ausfahrt mit den Motorrollern fährt Sandra Dee bei Bobby Darin mit. Einmal lehnt sie ihren Kopf an seinen Rücken bis Rock Hudson angebraust kommt und stört. Die Szene – eine Heiratssymbolik – ist nur kurz und möglicherweise als Zitat des romantischen Westerns The Wild and the Innocent von 1959 gedacht. Dort macht sie dasselbe mit Audie Murphy – auf dem Pferd natürlich.
Der Lastwagen mit Gänsekäfigen, der zur Verfolgung der entlaufenen Geliebten benutzt wird, wirkt reichlich absurd, hat aber seine Berechtigung im amerikanischen Original: Er ist eine Anspielung auf mehrere englische Sprichwörter wie a wild goose chase für „eine sinnlose Jagd/Suche“ und a goose egg für „gar nichts“. Als ihm Lisa davonfährt, legt eine dem Käfig entkommene Gans ein Ei auf Talbots Schoß, das hat er dann in der Hand, nämlich gar nichts. Es können hier noch mehr Anspielungen gefunden werden.

## Hintergrund
| Figur            | Darsteller        | Deutscher Sprecher    |
| ---------------- | ----------------- | --------------------- |
| Robert L. Talbot | Rock Hudson       | Gert Günther Hoffmann |
| Lisa Fellini     | Gina Lollobrigida | Gisela Trowe          |
| Sandy            | Sandra Dee        | Marianne Lutz         |
| Tony             | Bobby Darin       | Wolfgang Draeger      |
| Maurice Clavell  | Walter Slezak     | Siegfried Schürenberg |
| Margaret Allison | Brenda de Banzie  | Edith Schollwer       |
| Anna             | Rosanna Rory      |                       |
| Spencer          | Ronald Howard     |                       |
| Beagle           | Joel Grey         |                       |

Das Transportflugzeug am Filmanfang ist ein englischer Bristol 170 Freighter Mk31.
Der Rolls-Royce ist ein Silver Cloud II, der Jeep ein Willys MB Jeep. Die Motorroller sind Lambrettas (Lambretta Li).
Die Fahrt durch Mailand präsentiert mehrere städtische Wahrzeichen: Den Triumphbogen Arco della Pace, den Monumentalfriedhof, die Colonne di San Lorenzo, den Dom, das Denkmal Leonardo da Vincis (zwischen Rathaus und Scala), das Pirelli-Hochhaus.
Das Treffen Lisas mit Spencer fand auf der Piazza Navona in Rom statt. Die Szenen von der Anfahrt nach Portofino und vom Ausflug mit den Rollern wurden im Wesentlichen in der Umgebung von Rom gedreht (Albaner See, Castel Gandolfo, Ostia Antica u. a.), eine Szene auch in Portofino selbst.
Den Innenaufnahmen von Talbots Villa diente ein Luxushotel in Portofino, den Außenaufnahmen die Villa delle Palme in Santa Margherita Ligure.
Das Lied Multiplication (wie auch die Titelmelodie) wurde von Bobby Darin speziell für den Film geschrieben. Noch 1961 kam es auch auf den Plattenmarkt. Während des Drehs verliebten sich Bobby Darin und Sandra Dee auch in der Wirklichkeit. Sie heirateten später.
Am Filmende zeigt Lisa ihren Ehering an der linken Hand, wie es der italienischen Tradition entspricht.

## Rezeption
Happy End im September erhielt ein eher gutes Presseecho. So erfasst der US-amerikanische Aggregator Rotten Tomatoes 86 % wohlwollende Besprechungen und ordnet den Film dementsprechend als „Frisch“ ein.

„Diese lebhafte Liebeskomödie […] ging ’runter wie ein Mundvoll aufgeweichte Spaghetti. […] Rock und Gina sind beide bewundernswert, Slezak spielt ganz köstlich den liebenswerten Schlawiner, während Dee und Darin für ein Paar, das im wirklichen Leben bald heiraten wird, überraschender Weise nur wenig Anziehungskraft für einander zu haben scheinen. Sie sind die schwachen Glieder in diesem seichten Film mit wenig mehr Bedeutung als für eine annehmbar amüsante Unterhaltung. […] zumindest war es schön, die großartigen Drehorte in Italien zu sehen sowie Gina, die ihre Kurven zeigt, während sie in einer Kollektion hinreißender Abendkleider durch die Villa wackelt.“

„Happy End im September besitzt einige wenige lustige Momente – viele davon sind Slezaks Verdienst […] aber so wie alle so genannten ‚Liebeskomödien‘ der 1960er Jahre verbringt sie ihre gesamte Laufzeit damit, das Thema nur zu umkreisen. Und sogar für die 1960er Jahre fühlen sich Lisas und Talbots vereitelte Versuche, eine Nacht miteinander zu verbringen ohne den Zorn von Mrs. Allison auf sich zu ziehen, mehr als nur ein wenig veraltet an.“

Des Weiteren wurde der Film bei den folgenden Auszeichnungen berücksichtigt:
- Golden Globe 1962 für Bobby Darin als vielversprechendsten männlichen Newcomer (nominiert und gewonnen)
- Bambi 1962 für Rock Hudson als besten ausländischen Schauspieler (nominiert und gewonnen).
- Bambi 1962 2. Platz für Gina Lollobrigida als beste ausländische Schauspielerin (nominiert, 1. Platz an Sophia Loren)